# جيمي هاكينغ
جيمي هاكينغ (بالإنجليزية: Jamie Hacking)‏ هو متسابق دراجات نارية إنجليزي. نافس في بطولة العالم للسوبربايك وبطولة العالم للموتو جي بي.

## روابط خارجية
- جيمي هاكينغ على موقع MotoGP.com (الإنجليزية)
- جيمي هاكينغ على موقع WorldSBK.com (الإنجليزية)